# 溝背
溝背，是臺灣嘉義縣大林鎮的一個傳統地域名稱，位於該鄉中部偏北。相較於今日行政區，其範圍大致包括內林里西北端、義和里北半部、溝背里不含東北端及西北端、三村里南半葉的東部邊界地帶中北段。

## 歷史
台灣日治初期，溝背地區為一街庄（舊制街庄），稱為「溝背庄」，隸屬於打貓東頂堡。該庄西北與橋仔頭庄為鄰，東北與北勢庄為鄰，東與林頭庄為鄰，南邊為內林庄、林仔前庄，西邊為湖仔庄。
1901年（日治明治三十四年）11月11日，全台設置二十廳，該庄隸屬於嘉義廳。1904年（明治三十七年）2月15日，該庄編入「內林區」，隸屬於嘉義廳。1909年（明治四十二年）10月25日，全台整併二十廳為十二廳，該庄仍隸屬於嘉義廳。1910年（明治四十三年）1月18日，各區管轄區域調整，該庄改隸屬於嘉義廳的「大莆林區」。
1920年（大正九年）10月1日，全台廢十二廳改設五州二廳，該庄改制為「溝背」大字，隸屬於臺南州嘉義郡大林庄（新制街庄）。1943年10月1日，大林庄升格為大林街。
戰後大林街改制為大林鎮，隸屬於臺南縣，大字亦改制為里。1950年（民國39年）10月25日，雲、嘉、南分治，大林鎮改隸屬於嘉義縣。

## 聚落
本地區發展較早的聚落有溝貝（溝背）、尾貝（尾厝）、堀尾、三塊厝等，在日治期初期的官方地圖上已有記載。

## 交通
鄉道嘉98線是水汴頭至大埔美的道路。
鄉道嘉99線是溪心仔至北勢的道路。
鄉道嘉101線是北勢至沙崙的道路。